# Немирин (Щецин)
Немирин (пол. Niemierzyn, Нємєжин, нім. Nemitz) — частина міста Щецин, Польща розташоване на лівому березі Одри на північний захід від Старого Щецина та центру, у районі Арконьске-Немерин.
Назва місця польською мовою походить від слов'янського імені Немир.
Район був приєднаний до Щецина в 1900 році. 

Межами мікрорайону є поточки Арконка, Осівка та Варшавець, вул. Заколе і колії залізниці Щецин — Тшебеж.
До складу мікрорайону також входить житловий масив Татшаньські. 
Більшість будівель Немежимського мікрорайону споруджено до Першої світової війни. 
На вул. Арконьска 4 – комплекс будівель воєводської лікарні. 
Північно-західну частину Немежина займають ліси Вкшанської пущі, які складають Арконський лісопарк (нім. Eckerberger Wald) у межах міста. 
Найвищий пагорб — пагорб Аркона (частина Варшавських пагорбів), висотою 71 м над рівнем моря, на якому була побудована оглядова вежа Кісторпа, зруйнована під час боїв за місто в 1945 році. 
Решта, північно-східна частина Немежина, зайнята великим комплексом присадибних садів «Skarbówek». 
Сполучення з іншими мікрорайонами здійснюється трамваєм № 3 та автобусом № 80.